# Epicauta dongolensis
Epicauta dongolensis es una especie de coleóptero de la familia Meloidae.

## Distribución geográfica
Habita en Dongola.